# Stanisław Adamski (trener)
Stanisław Adamski (ur. 1945 w Skwierzynie) – polski piłkarz i trener piłkarski.

## Życiorys
Absolwent Akademii Wychowania Fizycznego w Poznaniu (1968).

### Kariera trenerska
Karierę trenerską zaczął w 1975 w Stilonie Gorzów, gdzie był asystentem Eugeniusza Ksola. W 1979 zastąpił właśnie jego na stanowisku pierwszego trenera, jednak po roku został zwolniony. W 1979 roku był również trenerem koordynacji GOZPN.
Od 1979 do 1980 był trenerem Stoczniowca Barlinek. Następnie w latach 1980–1983 prowadził Lechię Zielona Góra. Od 1983 do 1986 trenował Łucznika Strzelce Krajeńskie. Następnie od 1986 przez 10 następnych lat prowadził Celulozę Kostrzyn.
Od 1996 do 1999 był trenerem reprezentacji juniorów Wielkopolski. W sezonie 1999/00 prowadził Stilon Gorzów. Od 2000 do 2003 był trenerem Dębu Dębno. Przez rok 2003 trenował zespół Kłosu Małyszyn. Od 2003 do 2006 był trenerem reprezentacji koszalińskich sędziów. Od 2008 do 2011 roku prowadził żeńską drużynę ZTKKF Stilon Gorzów.

## Życie prywatne
Od 1968 do 1975 pracował jako nauczyciel wychowania fizycznego w Zespole Szkół Budowlanych w Gorzowie Wielkopolskim. W 1981 został trenerem piłkarskim II klasy. W 1997 zorganizował w Gorzowie imprezę miejską pt. Gry i zabawy z piłką. Od 2001 jest dyrektorem szkolnego schroniska młodzieżowego w Gorzowie.
Ojciec piłkarza Łukasza Adamskiego.